# باشگاه فوتبال یونشوپینگ سودرا
باشگاه فوتبال یونشوپینگ سودرا (انگلیسی: Jönköpings Södra IF) یک باشگاه فوتبال سوئدی مستقر در یونشوپینگ است. این باشگاه که در سال ۱۹۲۲ تأسیس شد، در سال ۲۰۱۸ پس از سقوط از لیگ برتر فوتبال سوئد در سال ۲۰۱۷ به لیگ دسته دوم سوئد بازگشتند. آنها قبلاً در مجموع دوازده فصل در لیگ برتر فوتبال سوئد بازی کرده‌اند که موفق‌ترین آنها نایب قهرمانی در سال ۱۹۵۰ و آخرین دوره آنها در سال ۲۰۱۷ به پایان رسیده‌است. آنها در حال حاضر (۲۰۲۴) در سطح سوم فوتبال سوئد بازی می‌کنند.